# Departamento General Belgrano (La Rioja)
Das Departamento General Belgrano liegt im Osten der Provinz La Rioja im Nordwesten Argentiniens und ist eine von 18 Verwaltungseinheiten der Provinz. 
Es grenzt im Norden an das Departamento Chamical, im Osten an die Provinz Córdoba, im Süden an das Departamento General Ocampo und im Westen an die Departamentos General Juan Facundo Quiroga und General Ángel V. Peñaloza. 
Die Hauptstadt des Departamento General Belgrano ist Olta.

## Städte und Gemeinden
Das Departamento General Belgrano ist in folgende Gemeinden aufgeteilt:
- Castro Barros
- Chañar
- Cortaderas
- Loma Blanca
- Miraflores
- Monte Grande
- Olta
- San Ramón
- Simbolar